# École illustre de Rotterdam
L'école illustre de Rotterdam, est l'une des écoles illustres des Provinces-Unies. L'institution est fondée en 1681 et ferme en 1810. Elle a été créée dans l'objectif de servir de passerelle entre l'école latine (à cette époque, à Rotterdam, l'Erasmiaensche School, ou école érasmienne) et une université d'éducation à part entière, telle que celle de Leyde.

## Contexte et historique

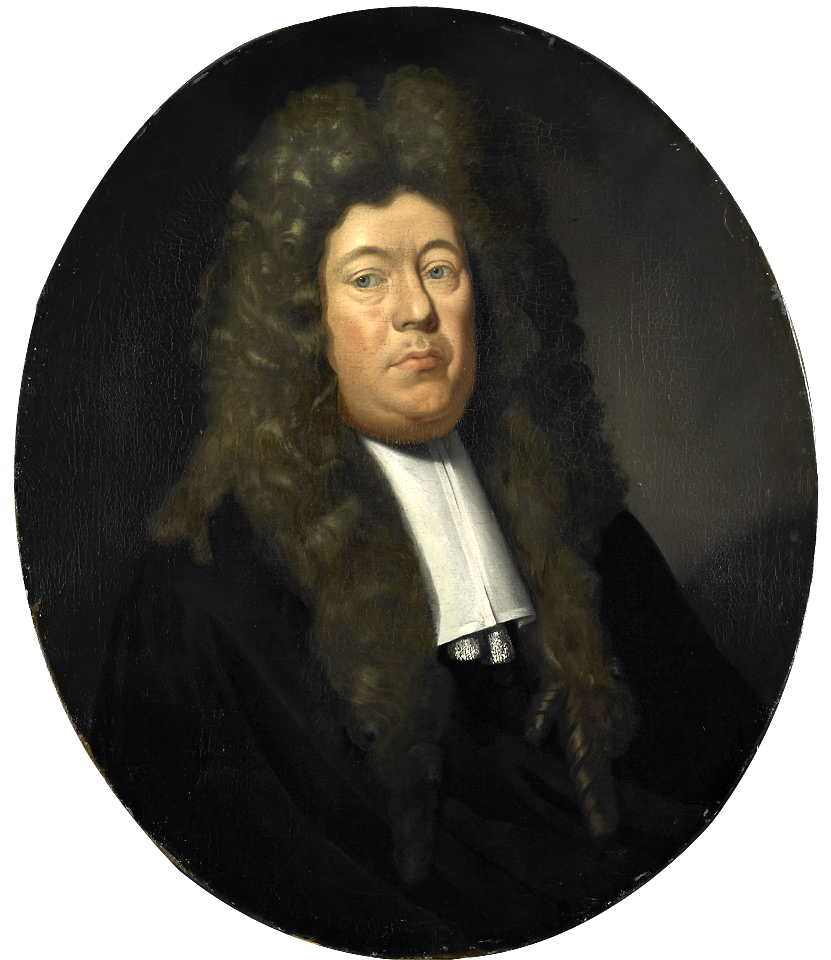
Le régent de Rotterdam Adriaen Paets (de 1631 à 1686), huile de 1696, par Pieter van der Werff (Kralingen 1665-1722).

L'établissement est créé en 1681, alors que Adriaen de Paets (nl), un ancien officier de la Compagnie néerlandaise des Indes orientales anti-orangiste et défenseur de la tolérance religieuse, est régent de la ville de Rotterdam.
L'école illustre est représentative du climat intellectuel à Rotterdam à la fin du XVIIe siècle. Dans le dernier quart de ce siècle, Rotterdam est alors une ville possédant une importante vie culturelle, intellectuelle et spirituelle. Le nombre de libraires et d'éditeurs est passé, au cours du XVIIe siècle, de 6 à 30, ce qui a fait de Rotterdam la quatrième ville de Hollande après Amsterdam, Leyde et La Haye, en Hollande, pour ce type d'activité. De nombreux écrivains et philosophes ont vécu pendant un certain temps dans la ville, parmi lesquels les Anglais Benjamin Furly, et John Locke. Au début du XVIIIe siècle, cet épanouissement culturel commence à décliner.
L'institution rotterdamoise, jusqu'à sa fermeture, accueille et forme de nombreux étudiants hongrois. À partir de 1693, l'école illustre suit cette tendance et devient moins rayonnante. Après 1750, l'établissement ne comporte plus d'élèves, mais la municipalité encore continue à former à nommer des professeurs.

## Sylvius et Texelius

### Johannes Sylvius
Johannes Sylvius — né le 17 novembre 1642 à Rotterdam, marié le 7 novembre 1669 Rotterdam et enterré dans la crypte de l'église Saint-Laurent, le 27 novembre 1723 —, a été en docteur droit, puis directeur adjoint de l'École latine à partir de 1669.
Son père, Zacharie Sylvius (forme latinisée du patronyme Van den Bosch; 1608-1664), était docteur en médecine à Rotterdam, mais également l'auteur de la Praefatio, pour la première fois édité à Rotterdam (1648) par William Harvey, et de l'ouvrage De Motu Cordis. Il a également été professeur de l'école latine entre 1633 et 1653, résident à Rotterdam dans la maison appelée la Vergulde Varcken, située sur le côté ouest de la Lombertstraat.
Après ses études à l'école illustre de Rotterdam, Johannes Sylvius obtient en 1667 son doctorat à Leyde. Devenu avocat, il dispense, auprès de l'école latine de Rotterdam des cours d'éducation juridiques à titre privé à partir de 1669, institution ultérieurement rebaptisée Erasmiaanse School, et dont il devient le recteur de 1681 à 1719. Les cours de Sylvius sont alors la première forme d'enseignement supérieur à Rotterdam. En 1681, l'école illustre, dont Sylvius est l'un des fondateurs, est reconnue par la ville comme un établissement d'enseignement destiné à préparer aux études universitaires. À partir de 1689, Sylvius enseigne à l'école en tant que maître de conférence. Il obtient ensuite l'autorisation de dispenser un enseignement dans la Capelle (la chapelle Saint-Sébastien, l'église écossaise de Rotterdam), à l'angle de Lombardstraat et de Meent). Néanmoins, il reste professeur de l'école illustre rotterdamoise jusqu'en 1723,.

### Johannes Texelius

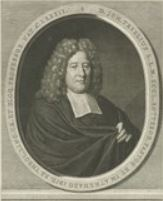
Johannes Texelius, par Pieter van der Gunst.

Johannes Texelius (1637-1726), est professeur, Docteur en philosophie et pasteur à Rotterdam.
Son père était Dirk Texel (né 3 février 1605 à Oudewater, mort le 3 août 1652 à Schoonrewoerd), est inscrit comme étudiant en théologie dans la ville de Leyde en juillet 1624, avec le nom latinisé de Théodore Texelius Veteraquinas ("van Oudewater"), et travaille à l'Oss en 1633 et puis à Schoonrewoerd en 1637.
Johannes est né à Schoonrewoerd le 27 novembre 1637, a étudié à Franeker à partir de mai 1656, et il a obtenu ses diplômes en 1660 et 1661. Il exerce d'abord ses métiers à Capelle aan den IJssel, en 1663, et est transféré à Rotterdam en 1667. En 1680, il devint maître de conférences à l'école érasmienne, institution où il a également enseigné la langue grecque et donné des cours d'éloquence de 1687 à 1706. La dernière année, en 1706, il est nommé professor theologiae.
Texelius a été cinq fois député provincial au synode de Hollande-Méridionale. En 1707, il consacre la nouvelle chaire de la Saint-Laurenskerk. En 1721, il est nommé professeur émérite jusqu'en 1723. Il est également connu pour avoir écrit plusieurs poèmes. Le poète et linguiste, David van Hoogstraten, enseignant à l'école latine d'Amsterdam, lui a dédié un poème à l'occasion de l'œuvre peinte de Pieter van der Werff représentant le portrait de Texelius.

## Bayle et Jurieu

### Pierre Bayle

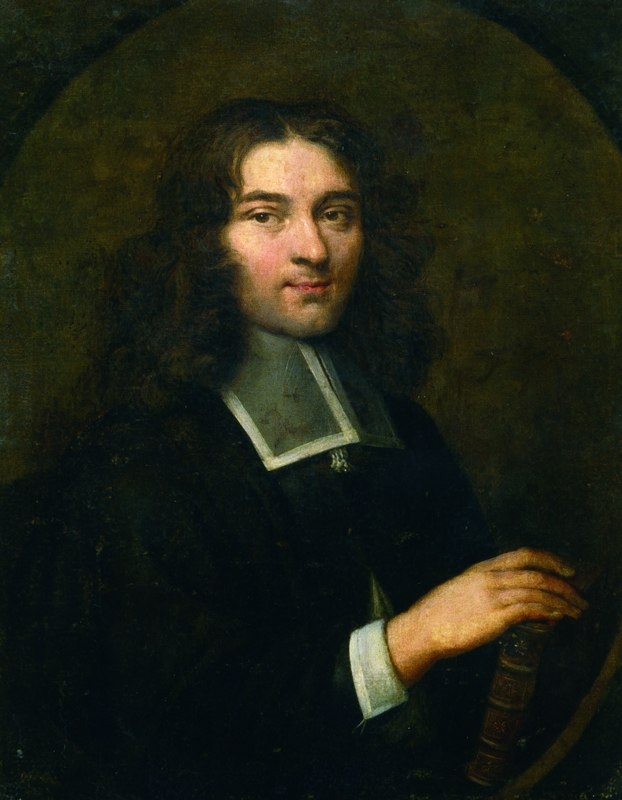
Portrait de Pierre Bayle (1647-1706), par Louis Ferdinand Elle (1648-1717).

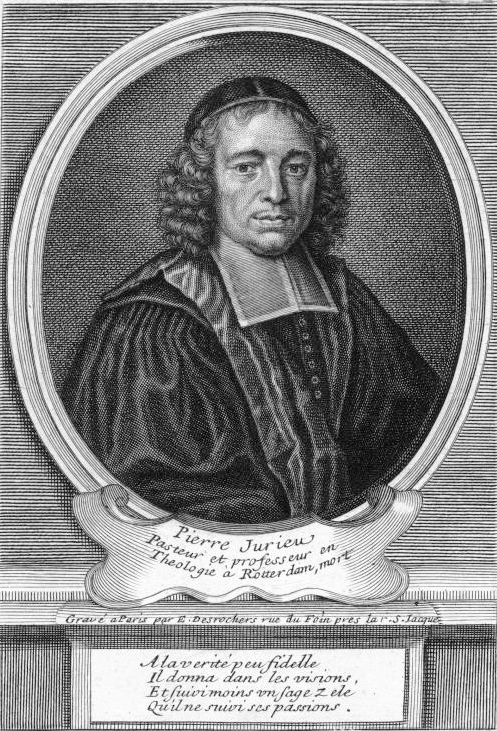
Portrait de Pierre Jurieu (gravure d'Étienne Desrochers).

Le plus célèbre professeur de l'école illustre néerlandaise est le français Pierre Bayle (1647-1706), surnommé le philosophe de Rotterdam. Il y est nommé sur l'invitation d'Adrian Paets dont le neveu est alors l'un des élèves de Bayle. Lorsque, durant le règne de Louis XIV, les académies protestantes françaises, accordées en 1598 par un article de l'édit de Nantes, font l'objet d'une fermeture, dans le cadre d'une remise en cause des libertés accordées aux protestants préalable à la révocation de cet édit en 1685, Paets, de sa propre initiative, invite Bayle qui doit quitter l'académie de Sedan, à s'installer à Rotterdam, en 1681. La ville de Rotterdam le nomme professeur à l'école illustre qu'elle vient de fonder et son poste est rapidement mis en place. À cet effet, Paets subvient d'abord lui-même au salaire du philosophe français. Les émoluments de Bayle, qui atteignent 500 florins néerlandais par an, sont cofinancés par les recettes apportées par les traversées des bacs et des navires dans le Leuvehaven. Le philosophe a vécu d'abord dans la maison de mademoiselle Van der Meersch, située à l'Ouest-Nieuwland et, plus tard, dans une maison sur le Leuvehaven.

### Pierre Jurieu
Arrivé durant la même période que Bayle à Rotterdam, le théologien Pierre Jurieu, qui est alors pasteur à l'église wallonne de la Hoogstraat, est lui aussi nommé à l'école illustre. Il y enseigne entre 1682 et 1713. Les deux Français ont travaillé ensemble à l'académie de Sedan jusqu'à la fermeture de l'établissement, et ont tous les deux immédiatement contribué à la réputation internationale de la nouvelle institution de Rotterdam.

### L'influence française
Le nombre de réfugiés huguenots français à Rotterdam augmente si fortement au cours de ces années, qu'il forment alors environ 5 % de la population. Deux clubs féminins français pour les « femmes réfugiées » aristocratiques ont été créés en 1686 . En 1694, un journal en langue française est également fondé, la Gazette de Rotterdam. Le journal, qui paraît deux fois par semaine à partir de janvier 1695, publie les ordonnances des États de Hollande. Les parutions de la Gazette de Rotterdam cessent dans les années 1710,.

### Le licenciement de Bayle
Le philosophe Pierre Bayle exilé enseigne pendant douze ans à l'école illustre de Rotterdam. À partir de 1684, il édite la revue les Nouvelles de la République des Lettres. Les travaux de Bayle font l'objet d'importantes controverses, notamment de la part de Jurieu. En 1693, Bayle est limogé par le conseil de ville. Après son licenciement, le philosophe est allé vivre ailleurs de sa plume.

## Le climat intellectuel à la fin duXVIIesiècle
Pierre Bayle et Benjamin Furly, avec leur réseau de contacts et de connaissances, ont apporté une importante contribution à la naissance de la pensée des lumières en Europe de l'Ouest. En collaboration avec John Locke et son élève Shaftesbury, ils se sont assurés que Rotterdam acquiert un nom et un statut en tant que ville de la littérature et centre international philosophique.

### Furly
Benjamin Furly (1636-1714) est un quaker anglais, marchand et ami de John Locke. Furly vient s'installer à Rotterdam en 1659, en tant que commerçant dans le Scheepmakershaven. En 1677, il invite le quaker George Fox dans sa demeure, lequel y tient alors des cérémonies religieuses. Ultérieurement, Furly accompagne Fox, George Keith, et d'autres personnalités au cours de leurs voyages à travers la Hollande et l'Allemagne en tant qu'interprète.

### Locke

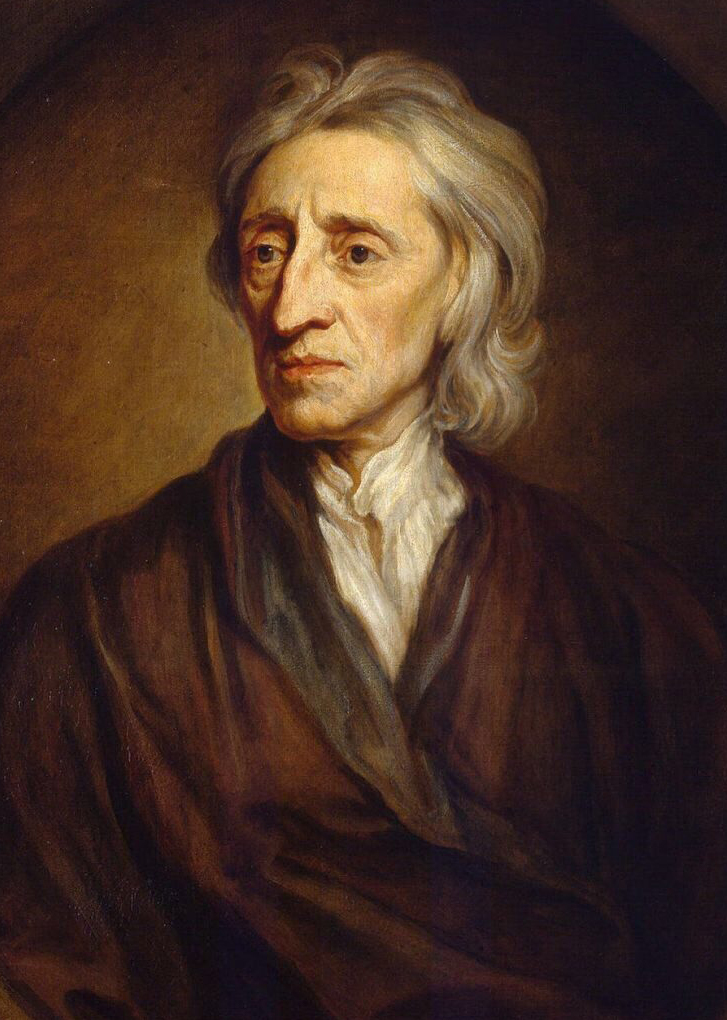
Le philosophe anglais John Locke (1632-1704) en 1697, par
Sir Godfrey Kneller (1646-1723)

Entre 1675 et 1679 Locke séjourne en France, où il étudie les œuvres de Descartes et noue des relations avec les grands esprits de l'époque. En 1681, le comte de Shaftesbury est acquitté après une accusation de trahison. Néanmoins, craignant pour sa sécurité, il décide de s'exiler en Hollande. En Angleterre, le climat d'insécurité pour les partisans et les employés du comte de Shaftesbury étant également devenu dangereux, Locke part en 1683 pour les Provinces-Unies.
Locke, qui avait déjà une grande réputation, passe trois ans (de 1686 à 1689) dans la maison de Furly, à Rotterdam. À Rotterdam, il termine son chef-d'œuvre Essai sur l'entendement humain, ouvrage sur lequel il avait commencé à travailler en 1671. L'œuvre littéraire est publiée en 1689. Locke, à cette époque, fait partie de La Lanterne, un cercle d'intellectuels international aux influences très variées et qui se réunissait dans la maison éponyme de Furly.

### Conséquences politiques
En Hollande, Locke, rejoint les exilés politiques anglais qui participent à une conspiration afin que Guillaume III d'Orange-Nassau et sa femme Marie puissent monter sur le trône. Locke joue alors un rôle de conseiller. Le complot réussi et après la Glorieuse Révolution de 1688, lorsque le roi Jacques II prend la fuite. Locke accompagne la princesse d'Orange en Angleterre, où, en février 1689, le roi Willem III meurt. Durant la même année, le philosophe anglais publie Epistola de tolerantia (très rapidement traduit par William Popple sous le titre A letter concerning toleration - Lettre sur la tolérance), la première de ses grandes œuvres politiques. En décembre 1689, Locke publie anonymement Traité du gouvernement civil (bien que sur la page de titre, l'année 1690 soit indiquée), et en 1693 Quelques pensées sur l'éducation.